# Bezirk Tłumacz
Bezirk Tłumacz – dawny powiat (Bezirk) kraju koronnego Królestwo Galicji i Lodomerii, funkcjonujący w latach 1854–1867. Siedzibą starostwa było miasteczko Tłumacz.

## Historia
Bezirk Tłumacz utworzono w ramach reformy uwłaszczeniowej z okresu Wiosny Ludów (1848–1849), która likwidowała jurysdykcję właściciela ziemskiego nad poddanymi. W Galicji, dominium – jako podstawowa jednostka administracyjna i filar systemu feudalnego straciło rację bytu. Konieczne stało się zatem wprowadzenie nowego systemu administracyjnego, którego zręby powstały w latach 1851–1855. Nowy trójstopniowy podział administracyjny objął 21 cyrkułów (niem. Kreise), 179 małych powiatów (niem. Bezirke) i ponad 6000 gmin (niem. Gemeinde).
Bezirk Tłumacz objął obszar o wielkości 8,6 mil², zamieszkany przez 30.948 ludzi i podzielony na 28 gmin katastralnych, w tym dwa miasteczka (Niżniów i Tłumacz). Wszedł w skład cyrkułu stanisławowskiego, jako jeden z jego dziesięciu powiatów.
Po nadaniu Galicji autonomii oraz powołaniu samorządu gminnego i powiatowego w 1865 zlikwidowano cyrkuły (Kreise). Dotychczasowe małe powiaty (Bezirke) w liczbie 179, utrzymały się do 1867 roku, kiedy to w następstwie kolejnej reformy administracyjnej (23 stycznia 1867) zostały zastąpione przez 74 większych powiatów. Obszar zniesionego Bezirk Tłumacz wszedł wtedy w skład nowych powiatów tłumackiego i buczackiego (vide podział w tabeli poniżej). 19 czerwca 1867 gminę Horyhlady przeniesiono z powiatu buczackiego do powiatu tłumackiego.

## Podział administracyjny (1854)
| Lp. | Gmina jednostkowa       | Powierzchnia | Ludność | Powiat w 1867 po zniesieniu |
| --- | ----------------------- | ------------ | ------- | --------------------------- |
| 1   | Bortniki                | 3490         | 968     | tłumacki                    |
| 2   | Bratyszów               | 3190         | 1070    | tłumacki                    |
| 3   | Budzyn                  | 807          | 373     | tłumacki                    |
| 4   | Bukówna                 | 2265         | 347     | tłumacki                    |
| 5   | Delawa                  | 1988         | 1005    | tłumacki                    |
| 6   | Dolina                  | 2385         | 958     | tłumacki                    |
| 7   | Gruszka                 | 3820         | 1260    | tłumacki                    |
| 8   | Horyhlady               | 2725         | 1170    | buczacki                    |
| 9   | Hryniowce               | 2880         | 1063    | tłumacki                    |
| 10  | Jezierzany              | 3535         | 1150    | tłumacki                    |
| 11  | Kolińce                 | 1955         | 897     | tłumacki                    |
| 12  | Korolówka               | 1265         | 783     | tłumacki                    |
| 13  | Koropiec z Przewoźcem   | 9300         | 2784    | buczacki                    |
| 14  | Kutyska                 | 3755         | 1259    | tłumacki                    |
| 15  | Łokutki ze Słobódką     | 2335         | 401     | tłumacki                    |
| 16  | Nadorożna               | 2190         | 654     | tłumacki                    |
| 17  | Niżniów (m) z Antonówką | 7925         | 3567    | tłumacki                    |
| 18  | Nowosiółka              | 765          | 331     | buczacki                    |
| 19  | Okniany                 | 2170         | 1043    | tłumacki                    |
| 20  | Olesza pod Tłumaczem    | 6000         | 885     | tłumacki                    |
| 21  | Oleszów                 | 1940         | 808     | tłumacki                    |
| 22  | Ostra                   | 2470         | 948     | buczacki                    |
| 23  | Ostrynia                | 3510         | 789     | tłumacki                    |
| 24  | Pałahicze z Jackówką    | 4115         | 1740    | tłumacki                    |
| 25  | Przybyłów               | 1720         | 620     | tłumacki                    |
| 26  | Pużniki                 | 3200         | 825     | tłumacki                    |
| 27  | Tłumacz (m)             | 3260         | 1975    | tłumacki                    |
| 28  | Zalesie                 | 1135         | 275     | buczacki                    |

Objaśnienie:
(M) = miasto; (m) = miasteczko